# Lucio Ángel Vallejo Balda
Lucio Ángel Vallejo Balda, (Villamediana de Iregua, La Rioja, 12 de junio de 1961) es un sacerdote católico, jurista y experto en asuntos económicos español. Fue Secretario de la Prefectura para los Asuntos Económicos de la Santa Sede y excolaborador del papa Francisco. Miembro del Opus Dei, procesado por el Vaticano por vender información confidencial de la Santa Sede

## Biografía

### Infancia y Formación académica
Proviene de una familia de clase media dedicada a la agricultura. Desde niño tuvo inclinación hacia la vida sacerdotal, ingresando con tan solo 8 años en el Seminario Menor de Logroño; más tarde, en el Seminario Mayor de dicha diócesis, realizó sus estudios eclesiásticos. Allí entró en contacto con el Opus Dei y pertenece a la Sociedad Sacerdotal de la Santa Cruz.
Al salir del seminario, se trasladó a la ciudad de Burgos, donde realizó sus estudios superiores, licenciándose en Teología Espiritual por la Facultad de Teología del Norte de España, y seguidamente se fue a Salamanca, donde se doctoró en Teología por la Universidad Pontificia de Salamanca y casi a la vez obtuvo la licenciatura de Derecho por la Universidad Nacional de Educación a Distancia (UNED). Tras haber finalizado sus estudios universitarios, fue ordenado sacerdote a sus 26 años el día 1 de agosto de 1987 para la diócesis de Astorga a manos de su entonces obispo, monseñor Antonio Briva Miravent.

### Labor sacerdotal en España: párroco rural y ecónomo de la diócesis de Astorga
Seguidamente inició su ministerio sacerdotal siendo párroco de diferentes pueblos como: Pedralba de la Pradería, Calabor, Rihonor de Castilla, Santa Cruz de Abranes y Lobeznos. Tres años más tarde, el Obispo de Astorga Antonio Briva Miravent, lo nombró ecónomo diocesano de la diócesis, siendo el más joven en España en ocupar ese puesto, cuya función era la de ser el encargado de la economía, gestiones, inversiones, presupuestos y balances diocesanos, en la que se le atribuyó una modernización económica y también fue propulsor de las nuevas tecnologías en la diócesis.
Además de su labor, se responsabilizó de la COPE y del canal Popular TV de Astorga, también debido a una escasez en el clero tuvo que hacerse cargo de trece parroquias de la comarca La Cepeda.
Al cabo de los años, su nombre comenzó a sonar en la Conferencia Episcopal Española, siendo recomendado por su vicesecretario de Asuntos Económicos y presidente de la COPE Fernando Giménez Barriocanal, al que ayudó también en la gestión financiera de la Jornada Mundial de la Juventud 2011. 

### Labor sacerdotal en la Curia Vaticana: gestión económica
Gracias a su experiencia en estos asuntos de gestión económica, el cardenal, Arzobispo de Madrid Mons. Antonio María Rouco Varela lo recomendó en la Ciudad del Vaticano y el papa Benedicto XVI lo nombró en septiembre de 2011 como Secretario de la Prefectura de los Asuntos Económicos de la Santa Sede por detrás de su prefecto el cardenal Giuseppe Versaldi. Posteriormente el papa Francisco lo nombró como número dos en la gestión económica y en su recién creada Comisión Pontificia Referente de la Organización de la Estructura Económico-Administrativa de la Santa Sede (COSEA).
El 2 de noviembre de 2015 fue arrestado por la gendarmería vaticana, acusado de revelación de secretos. Según el comunicado oficial de la Santa Sede, Lucio Vallejo habría entregado a dos periodistas italianos información reservada, esta vez sobre las auditorías económicas realizadas por varias firmas externas para poner orden en el caos contable y financiero del Vaticano, incluyendo grabaciones del propio Papa, para su publicación en un libro. El sacerdote fue acusado de un delito de conformidad con la legislación propia vaticana.
En julio de 2016 fue condenado a dieciocho meses de prisión, y así encerrado en una celda de la gendarmería vaticana. En diciembre de ese mismo año, tras seis meses de reclusión, se comunicó que el papa Francisco le concedía la libertad condicional como acto de clemencia, al mismo tiempo que se indicó que cesaba toda actividad en el Vaticano, volviendo a pertenecer a  su diócesis de Astorga.